# Řád Fajsala I.
Řád Fajsala I. (arabsky: Wisām al-Fayṣal al-Awwal) bylo státní vyznamenání Iráckého království. Založil jej král Fajsal I. roku 1932.

## Historie a pravidla udílení
Řád založil roku 1932 první irácký král Fajsal I. Udílen byl za významné zásluhy státu a monarchii. Po pádu monarchie roku 1958 byl řád zrušen.

## Třídy
Řád byl udílen ve třech třídách:
- rytíř I. třídy
- rytíř II. třídy
- rytíř III. třídy

## Insignie
Řádový odznak měl podobu květu skládajícího se ze sedmi bíle smaltovaných okvětních lístků se zlatým žilkováním. Uprostřed byl kulatý zlatý medailon s profilem krále Fajsala I. hledícím vpravo. Kolem byl nápis v arabštině. Ke stuze byl připojen pomocí přechodového prvku v podobě královské koruny.
Řádová hvězda měla podobu řádového odznaku položeného na hvězdu zdobenou diamanty.
Stuha byla modrá s červeným lemováním po obou stranách.